# Kyrgyz Express Post
Kyrgyz Express Post ist ein Postbetreiber aus Kirgisistan, der in den Status des zweiten benannten Postbetreibers von Kirgisistan erhoben wurde. Das Unternehmen wurde am 16. März 2012 gegründet.

## Allgemeine Informationen
Die Kirgisische Expresspost (KEP) ist seit dem 16. März 2012 als Postbetreiber in Kirgisistan tätig.
Am 7. Dezember 2012 wurde die KEP in den Status des zweiten benannten Postbetreibers Kirgisistans erhoben. Dieser Status wird durch das Rundschreiben 83 des Universal Postal Union International Bureau (UPU) vom 21. Mai 2013 offiziell bestätigt. Die entsprechenden Informationen finden sich auf der offiziellen Seite der UPU.
Der Status des zweiten benannten Postbetreibers ermöglicht es der KEP, Briefmarken herauszugeben und als echtes Zahlungsinstrument für alle Arten von Postdiensten zu verwenden sowie die Bedürfnisse von Philatelisten zu befriedigen.

## Philatelie

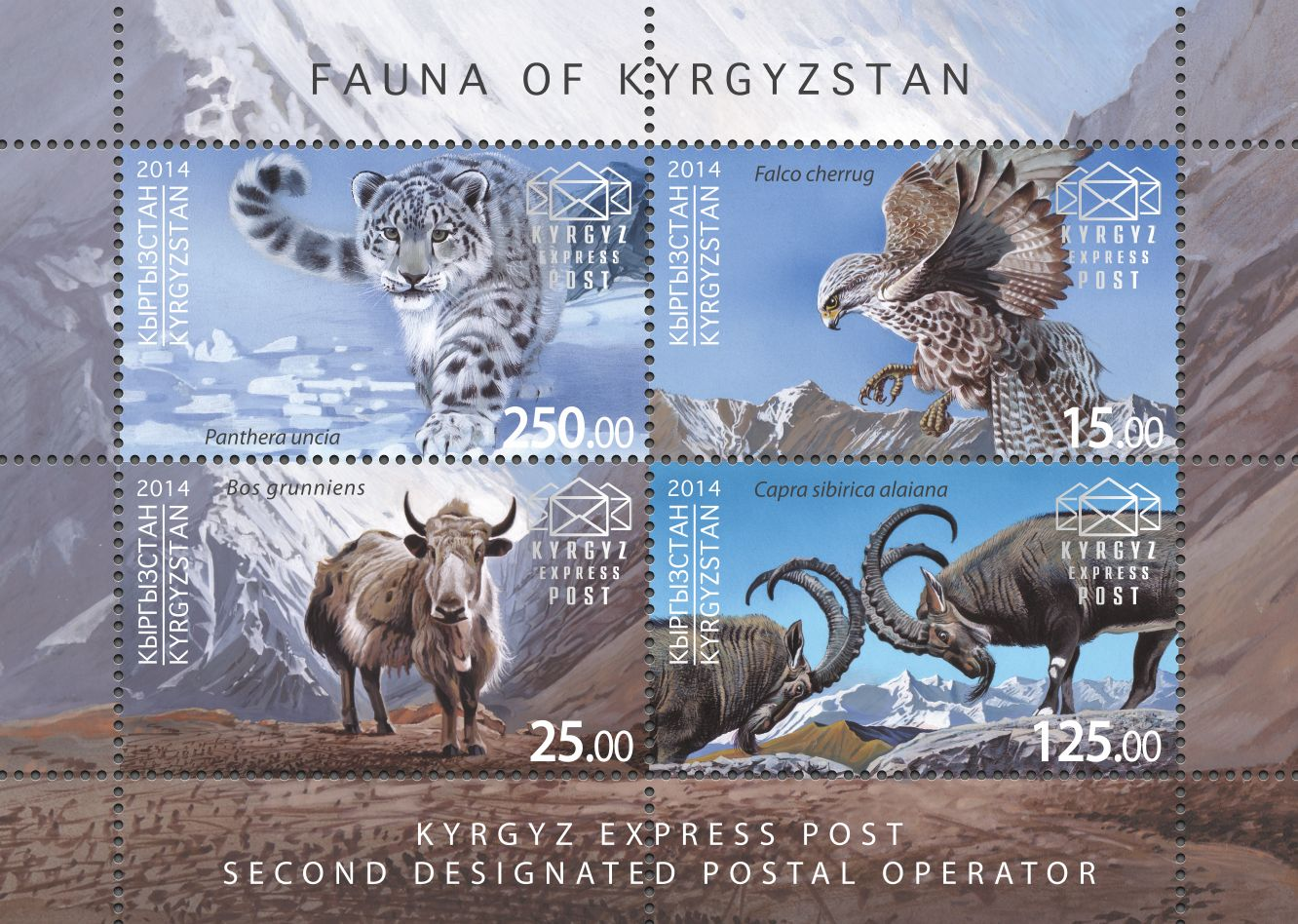
„Fauna Kirgisistans“ Zusammendruckbogen

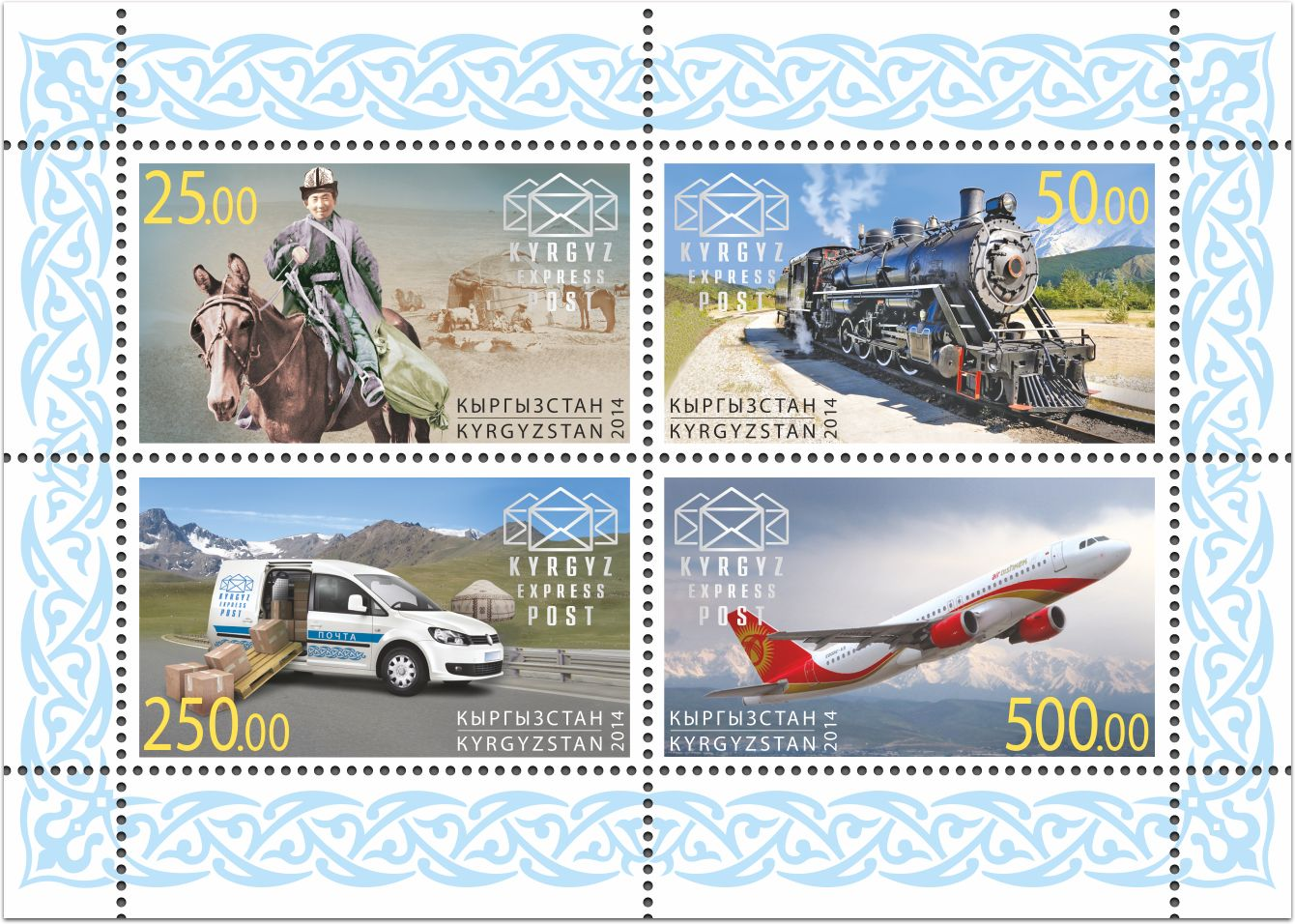
„Transportmittel der Post von Kirgisistan“ Zusammendruckbogen

Am 18. November 2014 hat die Kirgisische Expresspost ihre ersten Briefmarken und Blocks herausgegeben. Die Ausgabe war dem 140. Jahrestag der UPU gewidmet. Die Briefmarken zeigen die Geschichte des kirgisischen Postdienstes, nämlich das Transportmittel der Post.
Am 19. November 2014 hat die KEP die zweite Briefmarkenserie herausgegeben, die der Fauna Kirgisistans gewidmet wurde. Diese Briefmarken zeigen typische Vertreter der kirgisischen Tierwelt: Sakerfalke, Yak, Sibirischer Steinbock und Schneeleopard.
Die KEP-Briefmarken können im Hauptbüro des Postbetreibers in Bischkek sowie online auf der KEP-Website erworben werden.